# A Pain That I'm Used To
A Pain That I'm Used To är en låt av den brittiska gruppen Depeche Mode. Det är gruppens fyrtioandra singel och den andra från albumet Playing the Angel. Singeln släpptes den 12 december 2005 och nådde som bäst 15:e plats på den brittiska singellistan.
Musikvideon till "A Pain That I'm Used To" regisserades av Uwe Flade.

## Utgåvor och låtförteckning
Samtliga låtar är komponerade av Martin Gore. 
7"Picture Disc / Bong36 (EU)
1. "A Pain That I'm Used To (Goldfrapp Remix)" – 4:39
2. "Newborn (Foster Remix by Kettel)" – 5:26

12"Mute / 12Bong36 (EU)
1. "A Pain That I'm Used To (Jacques Lu Cont Remix)" – 7:51
2. "A Pain That I'm Used To (Jacques Lu Cont Dub)" – 8:00

12"Mute / L12Bong36 (EU)
1. "A Pain That I'm Used To (Bitstream Threshold Mix)" – 6:07
2. "A Pain That I'm Used To (Bitstream Spansule Mix)" – 7:21

CDMute / CDBong36 (EU)
1. "A Pain That I'm Used To" – 4:11
2. "Newborn" – 5:34

CDMute / LCDBong36 (EU)
1. "A Pain That I'm Used To (Jacques Lu Cont Remix)" – 7:51
2. "A Pain That I'm Used To (Jacques Lu Cont Dub)" – 8:00
3. "A Pain That I'm Used To (Goldfrapp Remix)" – 4:39
4. "A Pain That I'm Used To (Bitstream Spansule Mix)" – 7:22
5. "A Pain That I'm Used To (Telex Remix)" – 3:28

DVDMute / DVDBong36 (EU)
1. "A Pain That I'm Used To (Video)" – 3:49
2. "A Pain That I'm Used To (Exclusive behind the scenes footage)" – 3:52
3. "Newborn (Foster Remix by Kettel)" – 5:26

Promo 12"Mute / P12Bong36 (EU)
1. "A Pain That I'm Used To (Jacques Lu Cont Remix)" – 7:51
2. "A Pain That I'm Used To (Jacques Lu Cont Dub)" – 8:00

Promo 12"Mute / PL12Bong36 (EU)
1. "A Pain That I'm Used To (Bitstream Threshold Mix)" – 6:07
2. "A Pain That I'm Used To (Bitstream Spansule Mix)" – 7:21

Radio Promo CD 1Mute / RCDBong36 (EU)
1. "A Pain That I'm Used To (Radio Edit 1)" – 3:23
2. "A Pain That I'm Used To (Album Version)" – 4:12

Radio Promo CD 2Mute / RLCDBong36 (EU)
1. "A Pain That I'm Used To (Radio Edit 2)" – 3:27
2. "A Pain That I'm Used To (Album Version)" – 4:12

Club Promo CDMute / PCDBong36 (EU)
1. "A Pain That I'm Used To (Jacques Lu Cont Remix)" – 7:51
2. "A Pain That I'm Used To (Jacques Lu Cont Dub)" – 8:00
3. "A Pain That I'm Used To (Bitstream Threshold Mix)" – 6:07
4. "A Pain That I'm Used To (Bitstream Spansule Mix)" – 7:21
5. "A Pain That I'm Used To (Goldfrapp Remix)" – 4:39
6. "Newborn (Foster Remix by Kettel)" – 5:26

Promo CDReprise / PRO-CD-101694 (US)
1. "A Pain That I'm Used To (Jacques Lu Cont Remix)" – 7:51
2. "A Pain That I'm Used To (Jacques Lu Cont Dub)" – 8:00
3. "A Pain That I'm Used To (Goldfrapp Remix)" – 4:39
4. "A Pain That I'm Used To (Bitstream Spansule Mix)" – 7:21
5. "A Pain That I'm Used To (Telex Remix)" – 3:29
6. "A Pain That I'm Used To (Bitstream Threshold Mix)" – 6:07
7. "Newborn (Foster Remix by Kettel)" – 5:34

Digitala nedladdningar
1. "A Pain That I'm Used To (Telex Club Mix)" - 5.49
2. "A Pain That I'm Used To (Telex Remix 2)" - 3.26
3. "A Pain That I'm Used To (Bitstream Spansule Mix Edit)" – 4:15
4. "A Pain That I'm Used To (Bitstream Threshold Mix Edit)" – 4:04
5. "A Pain That I'm Used To (Jacques Lu Cont Remix Edit)" – 4:47